# Lélo
Pour les articles homonymes, voir Lelo (homonymie).
Le lélo ou lélo bourti (en géorgien : ლელო ; ლელო ბურთი) est un sport de ballon, prédécesseur historique géorgien du rugby à XV auquel il est très similaire,.

## Définition
Il consiste pour une équipe de villageois à se saisir du ballon  (en géorgien : ბურთი), et à le porter au-delà de la ligne marquant le camp de l'autre équipe de villageois. 

## Histoire
C'est un sport vieux de 3000 ans. Sa première mention écrite date du XIIe siècle dans Le Chevalier à la peau de panthère de Chota Roustaveli, ouvrage dans lequel le héros joue au lélo. 
Le jeu comportait deux équipes d'une douzaine de joueurs opposées sur un terrain un peu plus grand qu'un terrain de rugby. Un cours d'eau ou rivière servait souvent de ligne médiane ou de lignes d'essai. Contrairement au rugby, les passes en avant étaient autorisées et à l'inverse du football américain, le blocage de joueurs sans ballon était interdit.
Il est toujours pratiqué dans certains villages géorgiens, avec des variantes régionales, comme un sport de combat, encore émaillé de violences, et parfois en hommage aux joueurs défunts.

## Extension
Les joueurs de l'équipe de Géorgie de rugby à XV sont aujourd'hui appelés les Lélos en hommage à ce sport ancestral. Le mot lélo est également utilisé pour designer un essai ; il désigne aussi le chant repris par les fans de l'équipe nationale lors des matchs : « Lelo, Lelo, Sakartvelo » (Essai, essai, Géorgie).